# Hôtel de ville de Lisbonne
Le Paços do Concelho de Lisboa est le bâtiment, situé sur la Praça do Município, à Santa Maria Maior à Lisbonne, qui abrite la mairie de Lisbonne. De style néoclassique, sa façade présente huit colonnes supportant un fronton, avec des sculptures de Calmels, et quatre oculi. À l'intérieur, on remarque l'escalier central, conçu par l'architecte José Luís Monteiro, et la décoration picturale d'artistes, tels que Pereira Cão, Columbano Bordalo Pinheiro, José Malhoa et José Rodrigues.

## Histoire

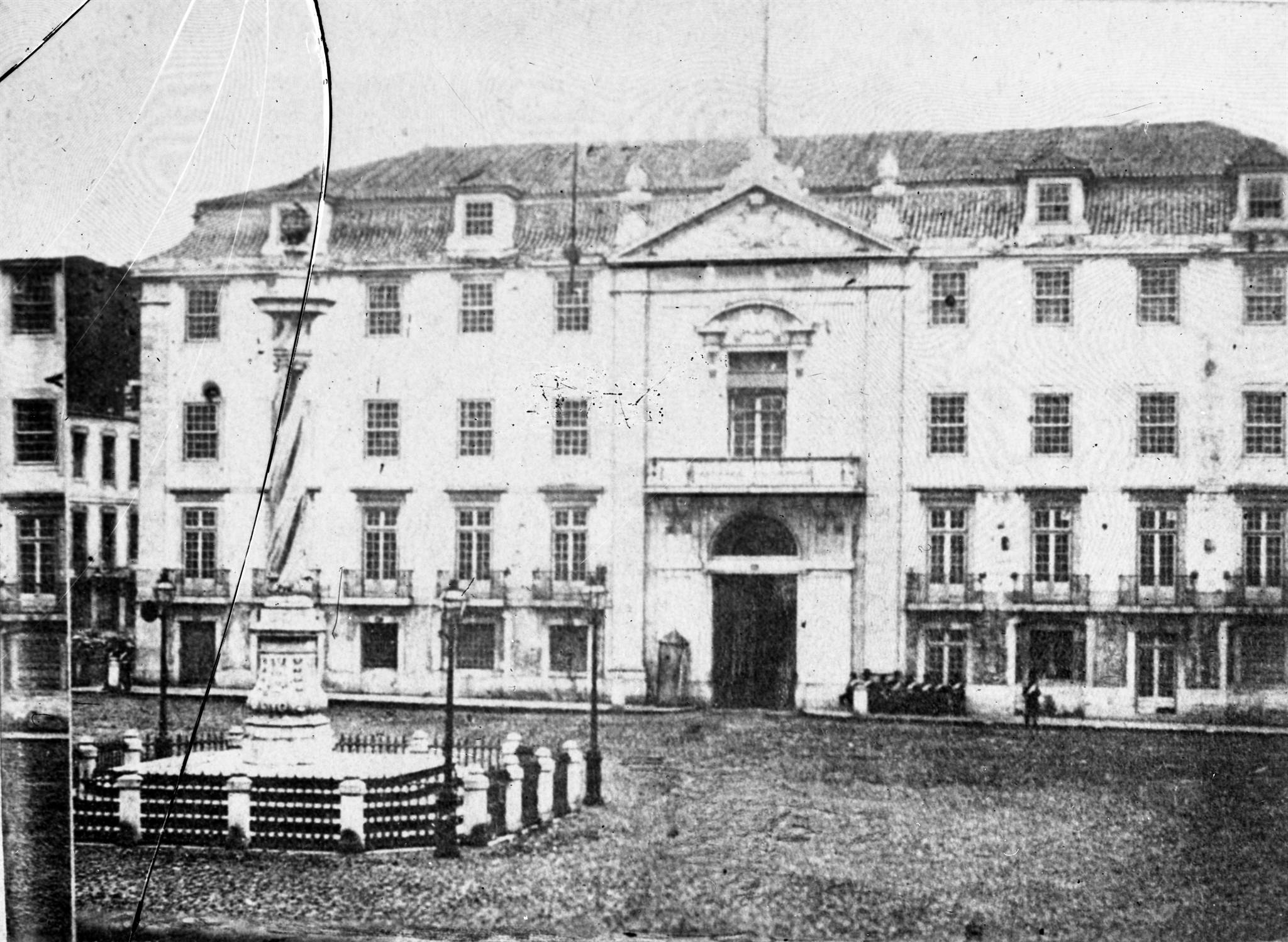
Le bâtiment d'origine de l'Hôtel de Ville, avant l'incendie de 1863.

Il a été construit à l'origine selon un projet d'Eugénio dos Santos, lors de la reconstruction pombaline de Baixa, après le tremblement de terre de 1755. Le 19 novembre 1863, un incendie se déclare qui détruit entièrement la batisse. Un nouveau bâtiment a été érigé au même endroit, par l'architecte Domingos Parente da Silva, entre 1865 et 1880.
Depuis les années 1930 et 1940, des ajouts architecturaux avaient été apportés, dont l'ajout d'un étage mansardé qui n'était pas prévu dans le projet initial. Un nouvel incendie, le 7 novembre 1996, affecte les étages supérieurs, affectant les plafonds et les peintures du premier étage. L'architecte Silva Dias a dirigé le plan d'intervention pour la restauration du bâtiment, optant pour ramener le bâtiment au plan initial de Domingos Parente da Silva.